# Рекристализационо жарење
Рекристализационо жарење служи за поправљање структуре челика. Температура на којој се загрева челик (односно материјал који се обрађује)је између 550 и 700 °, испод еутектоидне температуре (723 (727) °C). Изводи се после пластичне деформације у хладном стању. Њеном применом долази до деформисања кристалних зрна челика, а затим и до појаве јаких унутрашњих напона, промене механичких својстава, итд.
Након примене рекристализационог жарења кристална структура се обнавља, долази до поновне кристализације у чврстом стању, тако да има изглед као пре његове примене, смањују се унутрашњи напони, повећава пластичност итд. Ова фаза термичке обраде се углавном користи за нискоугљеничне челике.
Спада у фазе термичких обрада без фазних трансформација.